# Хамід Олімджон (станція метро)
41°19′03″ пн. ш. 69°17′41″ сх. д. / 41.31750° пн. ш. 69.29472° сх. д.
Хамід Олімджон (узб. Hamid Olimjon) — станція Чилонзорської лінії Ташкентського метрополітену розташована між станціями  Амір Темур хійобоні і Пушкінська.
Відкрита 6 листопада 1977 у складі другої черги Чилонзорської лінії.
Односклепінна станція мілкого закладення з двома підземними вестибюлями.  
На платформі станції встановлені 9 світильників виконаних з білого мармуру і смальти (художник І. Ліпене).
На станції кілька панно, на одному з них горельєф Хаміда Алімджана (скульптор І. Джаббаров).

## Ресурси Інтернету
- Хамід Олімджон(рос.)